# حلقي الديكان
حلقي الديكان (أو سيكلوديكان) مركب عضوي من مجموعة الألكانات الحلقية الأليفاتية له الصيغة الكيميائية C10H20، ويكون على شكل سائل عديم اللون.

## الوفرة الطبيعية
يوجد حلقي النونان في النفط مثل باقي المركبات الأليفاتية الحلقية.

## الخواص
تتألف حلقة المركب من عشر ذرات من الكربون لا تكون على سوية واحدة، إنما يأخذ المركب عدة متصاوغات شكلية مختلفة. تبدي بنية حلقي الديكان إجهاداً أكبر في البنية بالمقارنة مع حلقي الهكسان؛ حيث يأخذ المركب هيئة «قارب-كرسي-قارب» في الحالة الصلبة، وتكون هي الهيئة السائدة في الحالة الغازية. وجد أن المركب أيضاً يأخذ هيئة «التاج»؛ إلا أن هذا الشكل يعاني من إجهاد في الحلقة.
يؤدي التسخين إلى درجات حرارة حوالي 400 °س بوجود حفاز من البالاديوم على الكربون إلى عملية نزع هيدروجين حيث يتشكل مركب Decahydroazulene (ديكاهيدروآزولين).

## اقرأ أيضاً
- مركب أليفاتي حلقي